# Rutela pygidialis
Rutela pygidialis är en skalbaggsart som beskrevs av Ohaus 1905. Rutela pygidialis ingår i släktet Rutela och familjen Rutelidae. Inga underarter finns listade i Catalogue of Life.